# Асар Себастаци
Аса́р Себастаци́ (арм. Ասար Սեբաստացի) — армянский учёный, лекарь XVI—XVII веков.

## Биография
Родился в 1565 году в городе Себастия, в семье лекаря Бархудара. Был сильно подвержён влиянию Амирдовлата Амасиаци. Жил около ста лет, своё долголетие объяснял систематическим употреблением мёда.

Получил известноть как автор медицинского труда «Книга врачебного искусства» (арм. «Գիրք Բժշկական Արհեստի», Гирк бжшкакан архести), написанного в 1614—1622 годах. Этот обширный труд состоит из двух частей — история медицины и фармакология. Содержит в общей сложности 140 глав, большинство из которых представляют собой редакцию армянских и восточных медицинских трудов, с авторскими дополнениями. В конце книги содержится словарь медицинских терминов на пяти языках. В 1625 году отредактировал и переработал «Анатомию» Абу-Саида, добавляя туда офтальмологические работы Мхитара Гераци. Некоторые труды Мхитара и других армянских врачей сохранились исключительно благодаря Асару Себастаци. Составил несколько календарных таблиц. Ему приписывается также медицинский труд «Дверь, указывающая на причины» (арм. «Դուռն որ ցուցանէ զպատճառներն»). В некоторых исторических источниках упоминается как поэт.
Скончался около 1665 года.
Рукописи
- Матенадаран, рукописи № 413, 7749 («Книга врачебного искусства»)
- Матенадаран, рукописи № 1814, 3276, 4268, 6644 («Анатомия Абу-Саида»)

Издания
- Асар Себастаци. «Книга врачебного искусства» = «Գիրք Բժշկական Արհեստի» / ред. Д. М. Карапетяна. — Ереван: изд. НАН РА, 1990. — 402 с. — 5000 экз. — ISBN 5-8080-0207-9.

## Цитаты
«В доме, где в изобилии мёд, ноги врача не будет.»